# Bert Hermans (ambtenaar)
Bert Hermans  (Antwerpen, 1924 - Brussel, 8 juni 1999) was een Vlaams ambtenaar. Hij was programmadirecteur televisie bij de Belgische Radio en Televisie (1981-1989). 

## Biografie
Hermans was als jongeman lid van de Arbeiders Jeugd Centrale. Hij begon zijn carrière als onderwijzer en oefende dit beroep van 1943 tot 1956 uit. Daarna werkte hij voor het N.I.R. als commentator voor de instructieve radioprogramma's, maar maakte vervolgens de overstap naar televisie. Hij leverde er o.m. bijdragen voor Schooltelevisie en de Volksuniversiteit. 
Tussen 1965 en 1974 werkte hij op het kabinet van vice-premier Antoon Spinoy, André Cools en premier Edmond Leburton. 
Van 1981 tot 1989 volgde Hermans Nic Bal op als programmadirecteur televisie bij de Belgische Radio en Televisie. Daarna ging hij met pensioen en werd opgevolgd door Jan Ceuleers.